# Thomas Honickel (Dirigent)

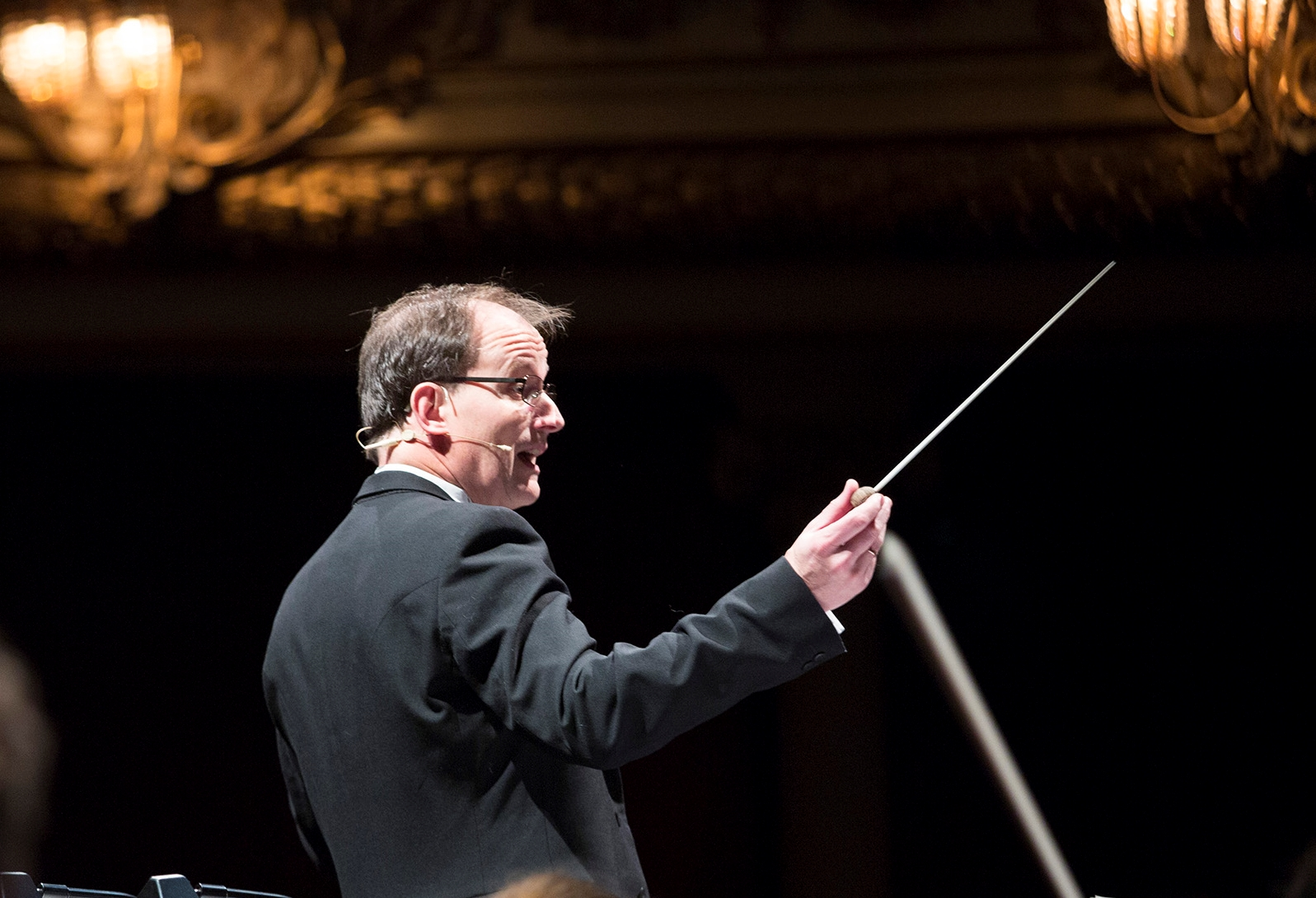
Thomas Honickel (2017)

Thomas Honickel (* 21. Dezember 1958 in Wuppertal) ist ein deutscher Dirigent.

## Leben
Nach seinem Abitur in Wuppertal studierte Honickel von 1981 bis 1987 an der Musikhochschule Köln/Wuppertal, anschließend an weiteren Standorten als Gasthörer im Rahmen eines Aufbaustudiums Musikpädagogik und künstlerischer Fächer wie Klavier, Orgel und Dirigieren. Außerdem waren Tonsatz/Komposition und Gehörbildung als Hauptfächer Bestandteil seiner Ausbildungsabschlüsse (Staatsexamina und Künstlerische Reifeprüfung).
Während seiner Zeit als Schüler initiierte Honickel den Aufbau von jungen Musikensembles, die er leitete. Als Instrumentalsolist (Klavier/Orgel) trat er im Alter von 15 Jahren erstmals auf, als Dirigent erstmals im Alter von 17 Jahren. Als Jungstudent konnte er ab 1975 im Rahmen eines Stipendiums seine Ambitionen in Fächern wie Komposition und Arrangement vertiefen und in der Praxis erproben.
1981 war er an der Gründung des „Wuppertaler Vokalensembles“ beteiligt.
Im Jahr 1986 gründete er mit Kommilitonen verschiedener Hochschulen aus NRW die „Wuppertaler Instrumentalsolisten“, die ab dem Jahr 1991 unter dem Namen „junges orchester wuppertal“ bzw. „junges philharmonisches orchester wuppertal“ rangierten.
Thomas Honickel ist in zweiter Ehe verheiratet mit der Diabetesberaterin Sonja Honickel (* 1967). Er hat aus erster Ehe zwei Söhne.

### Leitung von Amateurensembles
Honickel war in den 1990er Jahren künstlerischer Leiter regionaler Amateurensembles im vokalen und instrumentalen Bereich:
- 1989–1999 – Schubert-Bund Wuppertal (Oratorienchor)
- 1991–2006 – Chorgemeinschaft Burscheid (Oratorienchor)
- 1995–1998 – Mandolinen-Konzertgesellschaft Wuppertal
- 1999–2001 – gemischter Chor „Germania“ Leichlingen

### Musikvermittlung

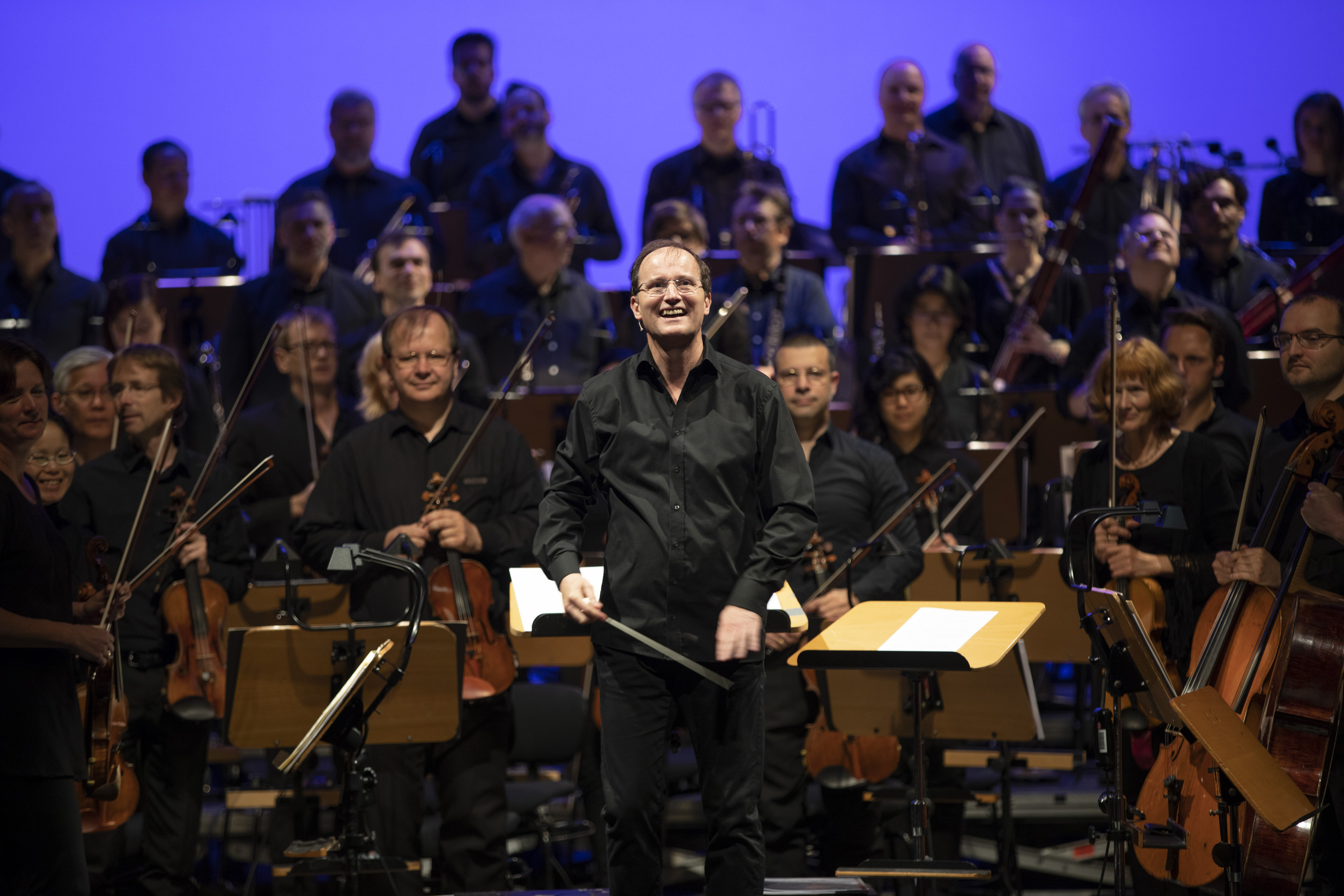
Kapellmeister Oldenburgisches Staatstheater

Mit Partnern vor Ort entwickelte Honickel das Label „Kid´s Klassik“ mit über 50 Produktionen in hunderten Konzerten in der Region. Schwerpunkt ist die Arbeit in Wuppertal, wo er die Historische Stadthalle zur Verfügung hat.
- Kinderkonzerte
- Familienkonzerte
- Sakralkonzerte
- Opern für Kinder / Kinderopern

### Neugründungen in den 2000er-Jahren
In den 2000er Jahren gründete Honickel eigene Jugendensembles:
- 2000–2010 Kid´s Klassik Kinderchor Wuppertal
- 2001–2010 Kid´s Klassik Kinderchor Leichlingen
- 2010–2013 classix – der Jugendchor
- 2013–2019 Bonnsai Kinderchor
- 2014–2015 Big Bonnsais Elternchor
- Seit 2015 KlangEnsembleOldenburg – Kammerchor
- 2022–2023 „Friesenspatzen“ – der Kinderchor in Friesland
- 2022–2023 „Choriander“ – der Frauenchor in Friesland
- seit 2023 „sine nomine“ – Instrumentalensemble mit wechselnden Besetzungen

### Professionalisierung
Im Jahr 2003 erfolgte seine Verpflichtung als „Konzertpädagoge“ zu den Duisburger Philharmonikern / Deutsche Oper am Rhein, wo er als erster hauptamtlicher Musikvermittler in NRW bis 2008 arbeitete. Mit Konzertformaten und Sonderprojekten sowie mit Schulkonzerten in allen Stadtteilen Duisburgs und Gastkonzerten im westlichen Ruhrgebiet wurde das neue Label „Klasse! Klassik“ bekannt gemacht.

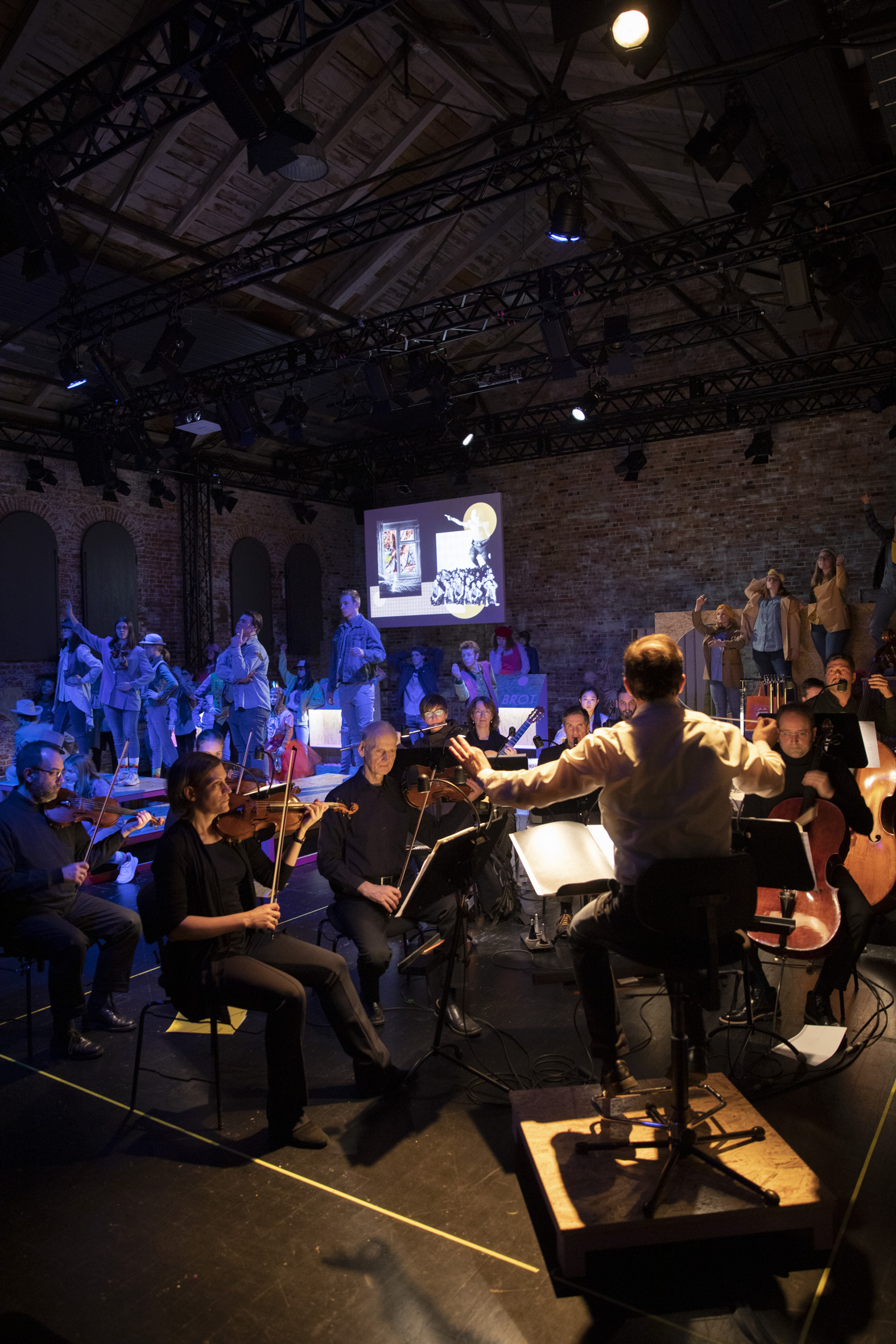
Jugendoper

Die Resonanzen dieser Initiative führen dazu, dass Honickel ab 2008 dem Ruf nach Bonn zum Beethoven Orchester / Theater Bonn folgte.
Die Verpflichtung von Christian Firmbach zum Generalintendanten des Staatstheaters Oldenburg führte Honickel mit dem Jahr 2014 in den Norden nach Oldenburg. Mit Firmbach hatte Honickel in dessen Zeit als künstlerischer Betriebsdirektor in Bonn die „Florestan“-Konzerte gestaltet und mitentwickelt. Nun holte ihn Firmbach als Spartenleiter der neu geschaffenen education-Linie „KlangHelden“ ans Staatstheater. Dort war er für die Konzeption und künstlerische Umsetzung der Kinderkonzerte im Kleinen Haus, der Familienkonzerte im Großen Haus sowie für Mitsingkonzerte, Schulkonzerte und eigene Opernproduktionen zuständig. Darüber hinaus oblag ihm die Leitung des „KlangHelden“-Jugendchores, der auch im Rahmen des Hauptspielplans zum Einsatz kommt. Mit Beginn der Saison 2019/2020 wurde die Leitung des Jugendchores in neue Hände gelegt.
2015 wurde ihm der Titel „Kapellmeister“ verliehen. Mit Beginn der Saison 17/18 wurde sein Vertrag am Oldenburgischen Staatstheater bis zum Saisonende 2021/22 verlängert.
Im Sommer 2022 verließ Thomas Honickel das Oldenburgische Staatsorchester und ging in den Ruhestand.
Der Region Friesland, Ammerland sowie der Region und Stadt Oldenburg bleibt er mit zahlreichen musikalischen Initiativen verbunden.
Mit Beginn der Konzertsaison 2021/22 etablierte er mit verschiedenen musikalischen Partnern und Ensembles die Konzertreihe „Konzerte im Norden“ mit Konzertstandorten in Oldenburg und Friesland.
Mit Beginn der Saison 23/24 wurde Honickel ins Korrespondenten-Team des Opern- und Konzert-Online Forums IOCO berufen. Dort ist er verantwortlicher Rezensent für den gesamten Nordwesten. Er wird vorzugsweise über Opernpremieren, Sinfoniekonzerte und herausragende musikalische Großereignisse aus der Region berichten.
Im Ruhestand ist er als Chorleiter, Korrespondent und Arrangeur tätig.
In letzterer Funktion entstanden zahlreiche Werke, in denen er orchestrale Werke für neue vokale Besetzungen umschreibt. Dabei folgte er den Maßstäbe setzenden Einrichtungen, die in den 60er und 70er Jahren durch den Stuttgarter Chorleiter und Komponisten Clytus Gottwald entwickelt wurden. Neben Einrichtungen von Johann Sebastian Bachs "Wohltemperierten Clavier" für Stimmen entstanden so neue Fassungen von Klavier- und Orchesterwerken durch seine Hand, die aus der Feder von Claude Debussy, Gabriel Fauré, Maurice Ravel, Sergej Rachmaninoff, Frederic Delius, Edward Elgar und Gustav Holst stammen.

## Konzertreisen
Ab den 80er Jahren des 20. Jahrhunderts war Thomas Honickel regelmäßig mit den ihm anvertrauten Laienensembles sowie semiprofessionellen Musikvereinigungen auch auf Konzertreisen. Dabei standen die Kontaktpflege zu befreundeten Einzelkünstlern, Gastchören und zu pädagogischen Einrichtungen häufig im Mittelpunkt. Kirchen, Konzerthäuser, Schulen und Universitäten sowie öffentliche Veranstaltungsräume wurden mit vokalen oder instrumentalen Programmen bespielt.
Auswahl der Reisen bis in die jüngere Vergangenheit:
1981/1982/1998 Fahrten nach Rheinland-Pfalz (Neuwied und Region) mit dem Wuppertaler Vokalensemble
1988/1993 Fahrten nach West-Schweden mit dem Wuppertaler Vokalensemble
1989 Fahrt nach Schleswig-Holstein (Westküste) mit den Wuppertaler Instrumentalsolisten
1992 Fahrt in den Westen der USA mit dem Schubert-Bund Wuppertal
1990/1994 Fahrt in die Tourraine / Frankreich mit der Chorgemeinschaft Burscheid
1995 Fahrt nach Liegnitz / Polen mit dem Wuppertaler Vokalensemble
1995 Fahrt nach Moskau sowie St. Petersburg und Region / Russland mit der Mandolinen-Konzertgesellschaft Wuppertal
1996 Fahrt nach Maastricht und Süd-Holland mit dem Jungen Philharmonischen Orchester Wuppertal ("Zauberflöte" vom Wolfgang Amadeus Mozart)
1997 Fahrt nach Spanien (Nord-Rundreise) mit der Mandolinen-Konzertgesellschaft Wuppertal
1999 Fahrt nach Hamburg (Grundschulen der Hansestadt) mit dem Jungen Philharmonischen Orchester Wuppertal ("Jahreszeiten" von Antonio Vivaldi)
2001 Fahrt nach Hamburg mit den Kid´s Klassik Kinderchören Wuppertal & Leichlingen sowie dem Jungen Philharmonischen Orchester Wuppertal
2009 Fahrt nach Amberg/Bayern mit dem Kid´s Klassik Jugendchor und dem Wuppertaler Vokalensemble
2010/2011 Fahrt in die Haute-Provence/Frankreich mit dem Solistenensemble "classix"
2012 Fahrt nach Kalabrien mit dem Solistenensemble "classix"

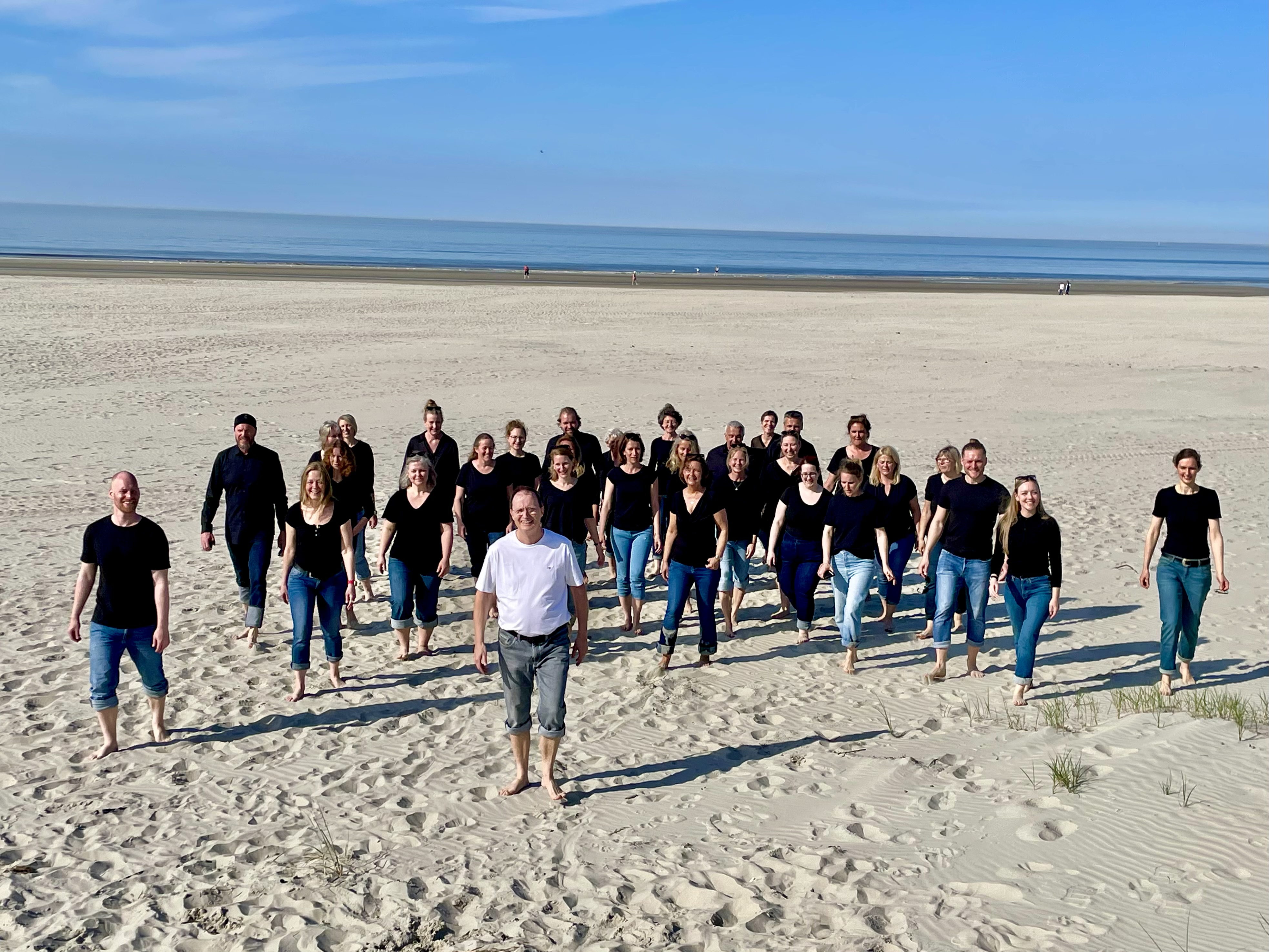

2025 Fahrt auf die Nordseeinsel Juist mit dem KlangEnsemble Oldenburg
Während seiner Zeit als Education-Dirigent hat er zwischen 2003 und 2008 mit den Duisburger Philharmonikern und zwischen 2008 und 2013 mit dem Beethoven Orchester Bonn die gesamte Region des Niederrheins bzw. des Bonner-Raumes häufig bereist.

## Tonträger
- LP „Madrigale der Renaissance“ (1987)
- CD „Händel: Messiah“ (1992)
- CD „Messa di Gloria“ (1993)
- CD „Französische Impressionen“ (1994)
- CD „Mendelssohn: Elias“ (1994)
- CD „Mediterrane Impressionen“ (1995)
- CD „Bach: Messe h-moll“ (1996)
- CD „Brahms: Requiem / Bruckner: Messe e-moll“ (1997)
- CD „Bach: Johannespassion“ (2001)
- CD „Dvorak: 9. Sinfonie“ (2011) MDG
- CD „Rutter: The Piper of Hamelin“ (2012) MDG
- CD „Rheinberger: Das Zauberwort“ (2014) Oldenburgisches Staatstheater
- DVD „Knab: Das Lebenslicht“ (2007) Duisburger Philharmoniker

## Preise und Auszeichnungen
- 2005 Musikpädagogikpreis der Stadt Duisburg / Köhler-Osbahr-Stiftung[5]
- 2006/2007 Musiktheaterproduktionspreis der KOS
- 2009 Echo Klassik für das beste deutschsprachige education-Programm
- 2011 Echo Klassik in der Kategorie Klassik für Kinder für die CD „Komm! Wir fahren nach Amerika“[6]
- 2011 Prädikat „Empfohlen vom Verband deutscher Musikschulen“ des Medienpreises „LEOPOLD – Gute Musik für Kinder“ für die CD „Komm! Wir fahren nach Amerika“[7]

## Belege
1. ↑  Preisgekrönte Pädagogen. Köhler-Osbahr-Stiftung, abgerufen am 13. März 2017.
2. ↑  Hohe Auszeichnung für deutsche Kulturorchester und das SWR Vokalensemble. Website der Deutschen Orchestervereinigung, 28. Juli 2011, archiviert vom Original (nicht mehr online verfügbar) am 13. März 2017; abgerufen am 13. März 2017.  Info: Der Archivlink wurde automatisch eingesetzt und noch nicht geprüft. Bitte prüfe Original- und Archivlink gemäß Anleitung und entferne dann diesen Hinweis.
3. ↑  LEOPOLD 2011 – Medienpreis LEOPOLD. Verband deutscher Musikschulen, abgerufen am 13. März 2017.

| Personendaten    | Personendaten      |
| ---------------- | ------------------ |
| NAME             | Honickel, Thomas   |
| KURZBESCHREIBUNG | deutscher Dirigent |
| GEBURTSDATUM     | 21. Dezember 1958  |
| GEBURTSORT       | Wuppertal          |